# Ty Law
 Tajuan „Ty“ Law (* 10. Februar 1974 in Aliquippa, Pennsylvania) ist ein ehemaliger US-amerikanischer American-Football-Spieler auf der Position des Cornerbacks. Er spielte zehn Jahre für die New England Patriots und fünf Jahre für drei weitere Teams in der National Football League (NFL). Law gewann mit den Patriots dreimal den Super Bowl (XXXVI, XXXVIII, XXXIX).

## Karriere
Law besuchte die University of Michigan und wurde dort zweimal in drei Jahren einstimmig zum Most Valuable Player (MVP) der Big Ten Conference gewählt.
Er wurde beim NFL Draft 1995 als 23. Spieler von den New England Patriots ausgewählt, bei denen er die ersten zehn Jahre seiner Karriere spielte. In der Saison 1998 erzielte er neun Interceptions und wurde das erste Mal in den Pro Bowl gewählt. Er war der erste Spieler der Patriots, der die Liga in Interceptions anführte. Den ersten Super Bowl (XXXVI) konnte er nach der Saison 2001 gewinnen, 2003 (XXXVIII) und 2004 (XXXIX), bei dem er aufgrund einer Verletzung jedoch nicht teilnehmen konnte, folgten zwei weitere. Er wurde nach den Saisons 2001, 2002, 2003 und 2005 wieder in den Pro Bowl gewählt.
Am 25. Februar 2005 unterschrieb Law einen Vertrag mit den New York Jets und konnte in der folgenden Saison zehn Interceptions erzielen – die meisten in einer Saison seiner Karriere. Weil die Jets 2006 über ihrer Salary Cap lagen, ließen sie Law zu den Kansas City Chiefs wechseln. 2008 wurde er wieder zu den Jets getauscht.
Law unterschrieb am 6. November 2009 einen Vertrag bei den Denver Broncos. Nach der Saison beendete er seine Karriere.